# قصر القرار
قصر القرار
أو دار القرار ويسمى كذلك قصر زبيدة، وهو أحد قصور الدولة العباسية، الذي قامت الأميرة زبيدة بنت جعفر العباسية ببنائه وسكنه الخليفة العباسي الأمين.

## التسمية
لقد جاءت تسمية هذا القصر، القرار، تيمناً بما جاء به القرآن الكريم بالآية 39 من سورة غافر «وأن الآخرة هي دار القرار». ولا وجاهة لما ذكره لي سترانج من ان معناه المياه المستقرة، أو البُرْكة.

## نبذة تاريخية
المؤرخ الخطيب البغدادي ذكر قصر القرار في مقدمة كتابه تاريخ بغداد الخططية، قائلاً:واما شاطيء دجلة من قرن الصراة إلى الجسر (الأعلى)، إلى باب خراسان فذلك قصر الخلد، ثم ما بعده إلى الجسر (الأسفل)، فهو قصر القرار، نزله المنصور في آخر أيامه، ثم أوطنه الأمين. والظاهر ان قصر القرار لم يكن ذا بناء ضخم، حيث ان الخطيب البغدادي يذكر في موضع آخر في تاريخه فيقول: ان موضع السجن الجديد كان قد دخل في بناء زبيدة أم جعفر على عهد إبنها محمد الأمين وهو البناء الذي سمته القرار أو دار القرار، قد أتخذ في بعض ارضها السجن الجديد وان زبيدة هي التي اقامت البناء وسكنه الأمين كما جاء في الخبر الأول. وذكر الطبري في كتابه تاريخ الأُمم والملوك أكثر من مرة، في حوادث حصار طاهر بن الحسين للأمين سنة 198ه‍/813م وغيرها، حيث جاء ان إبراهيم بن المهدي كان نازلاً مع محمد الأمين في مدينة المنصور في قصره بباب الذهب لما حصره طاهر بن الحسين، فخرج الأمين ذات ليلة من القصر يريد أن يتفرج من الضيق الذي هو فيه فصار إلى قصر القرار في قرن نهر الصراة أسفل قصر الخلد في جوف الليل، ثم أرسل إلى إبراهيم فجاء إليه فقال له: يا إبراهيم أما ترى طيب هذه الليلة وحسن القمر وضوءه في الماء، فهل لك في الشرب؟ فشرب نبيذاً. فقد كان الأمين شاباً غراً، رأى سلطاناً ومالاً تحت تصرفه، لايفكر في زوال نعمة، ولا يروَي في إمضاء رأي ولا مكيدة، والأيام تجري في هلاكه.
وإذا كانت عمارة القرار قد قامت على يد زبيدة، على عهد إبنها الأمين الذي بنى فيه مجلساً لم تر العرب والعجم مثله، قد زين بالصور وذُهب سقفه وحيطانه وأبوابه، وعلقت على أبوابه ستور معصفرة ومذهبة، وفُرِش مثل ذلك من الفِرش. فلما فرغ من جميع اسبابه، جعل له يوما جمع فيه الندماء والشعراء غدوة ذلك اليوم ليشربوا النبيذ فيه، فلم يتأخر منهم أحد ومن الحاضرين أبو نؤاس فدخلوا المجلس فرأوا بناء لم يروا مثله من قبل قط.

## أوصافه
كان إيوان مشرف فاتح فاسح، يسافر فيه البصر، وقد بُيض حتى صار لونه كلون البيضة، ثم ذُهب بالإبريز المخالف بينه باللازورد وجعلت له ابواب عظام ومصاريع غلاظ، تتلألأ فيها مسامير الذهب، وقد دُببت رؤوس المسامير بالجواهر النفيسة، وفُرش بفرش كأنها صبغ الدم ونقش بتصاوير الذهب وتماثيل العقبان، ولصد في العنبر الأشهب والكافور المصعد وعجين المسك فيه وصنوف الفاكهة والشمامات والتزايين .
ولما لاحت الغلبة لطاهر بن الحسين سنة 197ه‍/812م، عرضت على الأمين مبالغ مقدارها مليونا درهم ثمناً لأنقاض دار القرار وما جاوره من المباني فلم يوافق على ذلك. قال الطبري: كانت السقوف مذهبة فحرقها أصحاب طاهر كلها وقتلوا من العراة والنهابة بشراً كثيراً 
وقد ذكر الشاعر عبد الرحمن بن أبي الهداهد قصر القرار وهو يرثي محمد الأمين، فقال:
ولما بَعث طاهر برأس محمد إلى المأمون بكى.